# Дуффард, Матиас
Матиас Николас Дуффард Вильярреал (исп. Matías Nicolás Duffard Villarreal; род. 27 апреля 1989, Монтевидео) — уругвайский футболист, полузащитник клуба «Хувентуд Лас-Пьедрас».

## Биография
Дуффард начал профессиональную карьеру в клубе «Пласа Колония». В 2010 году он дебютировал в уругвайской Примере. Летом 2013 года Дуффард перешёл в «Спортиво Уракан». 12 октября в матче против «Прогресо» он дебютировал в уругвайской Сегунде. 30 ноября в поединке против «Рампла Хуниорс» Матис забил свой первый гол за «Спортиво Уракан». В начале 2014 года Дуффард присоединился к «Хувентуд Лас-Пьедрас». 9 февраля в матче против «Эль Танке Сислей» он дебютировал за новый клуб. 15 марта 2015 года в поединке против столичного «Расинга» Матиас забил свой первый гол за «Хувентуд Лас-Рьедрас».
В начале 2017 года Дуффард перешёл в эквадорский «Дельфин». 29 января в матче против «Гуаякиль Сити» он дебютировал в эквадорской Серии A.
В начале 2018 года Дуффард вернулся на родину, став игроком «Серро». 25 февраля в матче против «Насьональ» он дебютировал за новую команду. Летом того же года Матиас присоединился к боливийскому «Ориенте Петролеро». 21 июля в матче против «Аурора» он дебютировал в боливийской Примере.